# Überzimmer

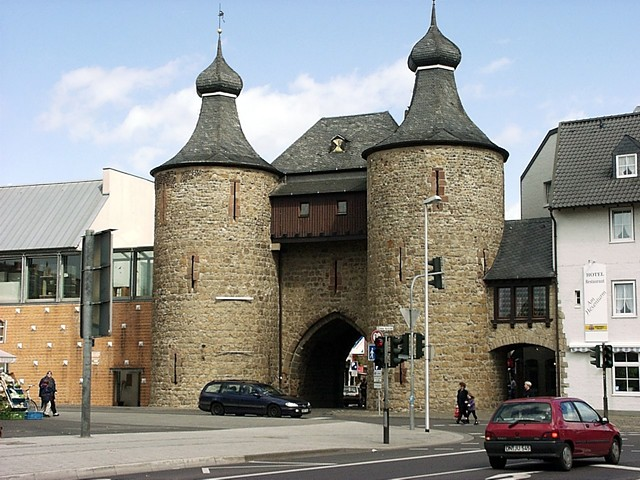
Überzimmer aus Holz oberhalb des feldseitigen Torportals am Jülicher Rurtor

Ein Überzimmer ist eine Holzgalerie oder ein Holzerker an mittelalterlichen Wehrbauten aus Stein.
Überzimmer dienten der Beobachtung, seltener der Verteidigung und fanden bzw. finden sich, meist auf Kragsteinen aufgelegt, oft feldseitig zwischen den Türmen von Doppelturmtoren wie z. B. beim Rurtor in Jülich, Kuhtor in Kempen, Eigelsteintor in Köln, sowie bei den übrigen, auch nicht mehr vorhandenen Kölner Stadtmauertoren wie Gereons-, Friesen, Ehren-, Schafen-, Weyer-, Bach- (hier nur anfänglich, da auch früh vermauert), Pantaleonstor sowie der Kahlenhausener Pforte. Außer der früh zugemauerten Ulrepforte hatten auch Hahnentor und Severinstor ursprünglich diese Einrichtung. An den Kölner Rheintoren waren sie nicht zu finden, dafür war die Mauer mit Wehrerkern/Halbrundtürmen und Torhäusern aus Stein und aufgesetzten hölzerner Wichhäuschen (Wachhäuschen) präpariert. Es findet sich aber auch stadtseitig in den Wehrgang integriert wie beim Heisterbacher Tor in Bad Münstereifel. Auch der aus dem Französischen übernommene Ausdruck Bretesche (von bretèche f., auch bretène oder brutèche = hölzerner Vorbau, Dacherker) wird synonym verwendet. Gegen die Hurde als hölzernen, vorkragenden Wehrgang an Wehrplattformen hoher Wehrtürme und Bergfriede grenzt sich das Überzimmer allein durch seine meist kammerartige Form und Größe sowie seine überwiegende Verwendung als Beobachtungsraum (Fenster) ab, obgleich manche kurze Holzwehrgalerie mit Luken einer Hurde ähnlich sein kann.